# Javanés (argot)
El javanés o lengua de fuego (javanais y langue de feu en francés) aparece en Francia durante la segunda mitad del siglo XIX. Es un proceso de codificación jergal que utiliza una fonología parasitaria en la que se incorpora una sílaba adicional entre vocales y consonantes con el fin de hacer este texto menos comprensible para quienes no estén familiarizados con ella. Esta sílaba tiene un sonido relacionado con el nombre de la variante: «ja» o «av» en la variante «javanesa» y una sílaba con «f» en la variante «lengua de fuego».
La dificultad radica tanto en la capacidad de colocar las sílabas adicionales de forma natural en la conversación, como en la comprensión oral.

## Historia
«¿De dónde viene esta extraña denominación de “javanés”? Probablemente de la extracción de la sílaba av de j’avais [del francés], tomado como un “modelo generativo”, sin excluir, por supuesto, un juego de palabras, sobre el javanés, en el sentido sugerido de una lengua lejana, por lo tanto, extraña e incomprensible», según Jean-Paul Colin, Jean-Pierre Mével y Christian Leclère (del Centro Nacional para la Investigación Científica) en su Dictionnaire de l'argot français et de ses origines (Diccionario del argot francés y sus orígenes). Sin embargo, Jean-Pierre Minaudier, en Poésie du gérondif (Poesía del gerundio), señala que el javanés, la lengua hablada por 85 millones de personas, es una lengua con infijos: los elementos se sitúan en el centro de la raíz de una palabra en lugar de antes (prefijos) o después (sufijos). Según él, es esta particularidad la que da el origen del nombre «javanés». 
El javanés era una jerga principalmente hablada, «más una diversión de colegiales que un código real. […] Esnault remonta este proceso lingüístico a 1857: habría sido practicado por prostitutas y delincuentes… Pierre Guiraud cree que es originario del Lejano Oriente, nacido entre ciertos anamitas profesionales. Pero Albert Dauzat no lo menciona en su libro Les Argots, publicado en 1929». En 1878, Rigaud escribió: «En una época, hubo tal furor por el javanés que apareció un periódico completamente escrito en este estúpido lenguaje».
El Diccionario enciclopédico Quillet dice: «Lenguaje inventado en Francia alrededor de 1875».

## Reglas
- «av» se agrega después de cada consonante (o grupo de consonantes tales como ch, cl, ph, ph, ph, tr, ...) de una palabra, es decir, antes de cada vocal.
- Si la palabra comienza con una vocal, se añade «av» delante de esta.
- «av» nunca se agrega después de la consonante final de una palabra.

### «Y»
Si va seguida de una vocal, la «y» se considera como una consonante. La palabra moyen se codifica como mavoyaven (no mavoyen). Si esta se pronuncia como «i», se considera como una consonante seguida de la vocal «i». La palabra pays [pei] se codifica pavayavis (no pavays).

### Al comienzo de las palabras
Los monosílabos (a, à, en, un en francés) así como las palabras que comienzan con una vocal adquieren una sílaba inicial adicional. Así, abricot se codifica como avabravicavot.

### «E» muda
La «e» muda no requiere la presencia de sílabas adicionales: tarte «tarta» se codifica tavarte. La sílaba adicional se puede agregar como una forma de énfasis. Así, espèce de tarte se codifica avespavecAVe dave tavarTAVE.

## Ejemplos
- allumettes → avallavumavettes. Forma completa: avallavumavettaves.
- train → travain.
- bonjour → bavonjavour.
- gros → gravos.
- bon → bavon.
- cul → cavul.
- bicrave → bavicravave.  Forma completa: bavicravavave.
- immeuble → avimmaveuble. Forma completa: avimmaveublave.
- champion → chavampavion.
- plans → plavans.
- Jésus Christ → Javésavus Chravist.
- François Hollande → Fravançavois Havollavande.  Forma completa: Fravançavois Havollavandave.
- supermarché → savupavermavarchavé.
- poirier → pavoiravier.
- Socio → Savoçavio.
- Peugeot 406 → Paveugeavot quavatre-cavent-savix.
- Pelo → Pavelavo.

Diversos usos
- Raymond Queneau da un ejemplo fantasioso en sus Ejercicios de estilo (1947): «Deveux heuveureuves pluvus tavard jeveu leveu reveuvivis deveuvanvant lava gavare Sainvingt-Lavazavareveu (deux heures plus tard je le revis devant la gare Saint-Lazare)», que significa «dos horas más tarde lo vi de nuevo frente a la estación de Saint-Lazare»[6].
- En la película de Jean Boyer, Les Vignes du Seigneur (1958), el productor de champaña Henri Levrier (Fernandel) enseña a su amante a hablar javanés añadiendo «gde» a cada sílaba.
- En la canción La Javanaise (1963) de Serge Gainsbourg, la repetición sistemática de la sílaba «av» o simplemente de la consonante «v» en cada verso (de esta manera, J'avoue j'en ai bavé pas vous / Mon amour / Avant d'avoir eu vent de vous / Mon amour) hace alusión al uso del código javanés, y explica la elección del título.
- El rapero Népal utiliza el javanés en algunas palabras de sus canciones para lograr un efecto de estilo. Por ejemplo: «Tout mes gavars disent youpi».
- En la serie «The Blacklist», Raymond Redington trabaja con antiguos trabajadores de la feria que hablan javanés. Él mismo lo entiende y lo usa con ellos.